# Andrea Schwalbach
Andrea Schwalbach (* 1963 in Frankfurt am Main) ist eine deutsche Musiktheaterregisseurin.

## Leben
Andrea Schwalbach studierte an der Johann-Wolfgang-Goethe Universität Frankfurt Philosophie, Germanistik und Theaterwissenschaften. 1990/1991 war sie Stipendiatin des internationalen Theaterinstituts Berlin.
Es folgten Assistenzen am Staatstheater Stuttgart, bei den Salzburger Festspielen, an der Oper Frankfurt, der Opéra de la Monnaie Brüssel und am Aalto-Theater Essen u. a. mit den Regisseuren Peter Mussbach, Karl Ernst Herrmann und Ursel Herrmann. Unter der Regie von Peter Mussbach wirkte sie mit an der Inszenierung der Mozart-Opern Lucio Silla für die Salzburger Festspiele und Don Giovanni für die Oper Frankfurt. Mit dem britischen Regisseur Brian Michaels arbeitete sie im Rahmen des Projekts The Yellow Shark von Frank Zappa zusammen, das 1992 mit dem Ensemble Modern Frankfurt an der Alten Oper Frankfurt aufgeführt wurde.
Zusammen mit der Dramaturgin Regine Elzenheimer, dem Komponisten Gerhard Müller-Hornbach und dem Regisseur Stephan Buchberger war Andrea Schwalbach 1990 Mitbegründerin des „Mutare Musiktheater Ensembles“ in Frankfurt am Main. Mit dem Ensemble entstanden zahlreiche Inszenierungen wie z. B. Crossfade – ein Stück über Romantik und Jazz, das sie mit der Jazzkomponistin Gabriele Hasler für den Mousonturm Frankfurt und die Maifestspiele Wiesbaden erarbeitete. Mit Alessandro Sbordoni inszenierte sie die Uraufführung des von Johann Wolfgang von Goethes Roman Wilhelm Meister inspirierten Stücks Sehn-Sucht in Koproduktion mit der Academia Filarmonica Rom und dem Theaterhaus Frankfurt. Ebenfalls unter ihrer Regie wurde 1994 das Musiktheater Fünf zu Acht 5:8 des Komponisten Gerhard Müller-Hornbach uraufgeführt.
Andrea Schwalbach ist verheiratet und hat drei Kinder.

## Inszenierungen für zeitgenössisches Musiktheater
Für die Staatsoper Stuttgart inszenierte Schwalbach 2000 und 2001 Expedition zur Erde von Bernhard König und Der Schweinehirt von Gerhard Schedl. 2002 folgten zwei Uraufführungen, Operation Mitternacht von Richard Farber für die Oper Bonn im Rahmen der Reihe Bonn-Chance und Weil's Kind schlafen will von Christoph Coburger und Franzobel für das Landestheater Linz. Unter ihrer Regie entstand La Prova d’Orchestra von Giorgio Battistelli für das Landestheater Linz und für die Vlaamse Opera Antwerpen/Gent.
Für die Staatsoper Hannover inszenierte sie 2007 Il prigioniero von Luigi Dallapiccola und L’enfant et les sortilèges von Maurice Ravel sowie 2010 die Uraufführung von Superflumina von Sciarrino am Nationaltheater Mannheim. Für das Theater Osnabrück erarbeitete sie die Uraufführung von Operette nach Witold Gombrowicz von Mario Wiegand und 2011 die deutsche Erstaufführung von Adriana Mater von Kaija Saariaho. Unter ihrer Regie fand 2012 der Musiktheaterabend über Strawinskys Theater der Groteske Tilimbom: oder mit offenen Augen hören u. a. Mavra/Petruschka/Pastorale für die Oper Frankfurt statt. Im selben Jahr inszenierte sie für das Theater Heidelberg die Uraufführung von Der vierjährige Posten von Franz Schubert nach Elfriede Jelinek und Irene Dische. Unter ihrer Regie kam 2013 auch das Romantikprojekt Vor dem Aufstand an der Staatsoper Hannover zur Aufführung sowie am Theater Bielefeld 2014 die selten gespielte Oper The Rape of Lucretia von Benjamin Britten. Am Staatstheater Oldenburg entstand 2015 die Zweitaufführung von Mieczyslaw Weinbergs Oper Der Idiot nach dem Roman von Fjodor Dostojewski, die eine FAUST-Nominierung für die beste Ausstattung erhielt, sowie am selben Haus die selten gespielten Oper Satyagraha von Philip Glass 2016.

### Inszenierungen (Auswahl)
- 1997: L’elisir d’amore von Gaetano Donizetti, Dirigent Barbara Yahr, Oper Frankfurt
- 1998: Il barbiere di Siviglia von Gioachino Rossini, Dir. Hiroaki Masuda, Staatstheater Saarbrücken
- 2003: Ein Walzertraum von Oscar Strauss, Dir. Roland Boer, Oper Frankfurt
- 2004: Der Kaiser von Atlantis von Viktor Ullmann, Dir. Johannes Debus, Oper Frankfurt, Depot
- 2006: Im weißen Rößl von Ralph Benatzky, Dir. Wolfgang Lischke, Oper Bonn, Regensburger Schlossfestspiele
- 2008: Pariser Leben von Jacques Offenbach, Dir. Wolfgang Lischke, Oper Bonn
- 2010: Norbert Nackendick von Wilfried Hiller, Dir. Andreas Lübcke, Stadttheater Aschaffenburg anlässlich der 200-Jahr-Feier des Theaters und der Musikschule
- 2010: The Pirates of Penzance von Gilbert und Sullivan, Staatstheater Oldenburg
- 2011: Hänsel und Gretel von Engelbert Humperdinck, Staatstheater Oldenburg
- 2012: Der Freischütz von Carl Maria von Weber, Dir. Florian Frannek, Wuppertaler Bühnen[5]
- 2015: Hamlet von Ambroise Thomas, Theater Bielefeld[6][7]
- 2015: Cabaret von John Kander, Theater Heidelberg[8]
- 2015: Zauberflöte von Mozart, Theater Bielefeld
- 2016: Satyagraha von Philip Glass, Staatstheater Oldenburg
- 2016: La Bohème von Giacomo Puccini, Theater Heidelberg
- 2016: Die lustige Witwe von Franz Lehár, Theater Osnabrück
- 2017: Yvonne, princesse de Bourgogne von Philippe Boesmans, Staatstheater Oldenburg